# Friedrich Tietz
Friedrich Tietz, pokřtěný Friedrich Ferdinand Tietze (27. srpna 1822 Stvolínky – 18. června 1904 Žatec) byl rakouský politik německé národnosti z Čech, poslanec Českého zemského sněmu a starosta Rumburku.

## Biografie
Působil jako měšťan a v letech 1868–1872 i jako starosta města Rumburk. Následně na starostenský post v srpnu 1872 rezignoval, protože se přestěhoval do Vídně. Od roku 1871 byl členem spolku Verein für Geschichte der Deutschen in Böhmen.
V 70. letech se zapojil i do vysoké politiky. V zemských volbách v roce 1872 byl zvolen na Český zemský sněm, kde zastupoval kurii městskou, obvod Rumburk. Politicky se profiloval jako německý liberál (takzvaná Ústavní strana, liberálně a centralisticky orientovaná, odmítající federalistické aspirace neněmeckých etnik). Rezignoval ale již v září 1872. Do sněmu byl místo něj v říjnu 1872 zvolen Wilhelm Woratschka.
Zemřel po krátké nemoci v červnu 1904 ve věku 82 let. Příčinou úmrtí byla mrtvice (apoplexie).
Jeho syn Heinrich Tietz byl lékárníkem v Žatci, další syn Viktor Tietz byl vrchním daňovým inspektorem v Karlových Varech.